# Walter II. von Hochschlitz

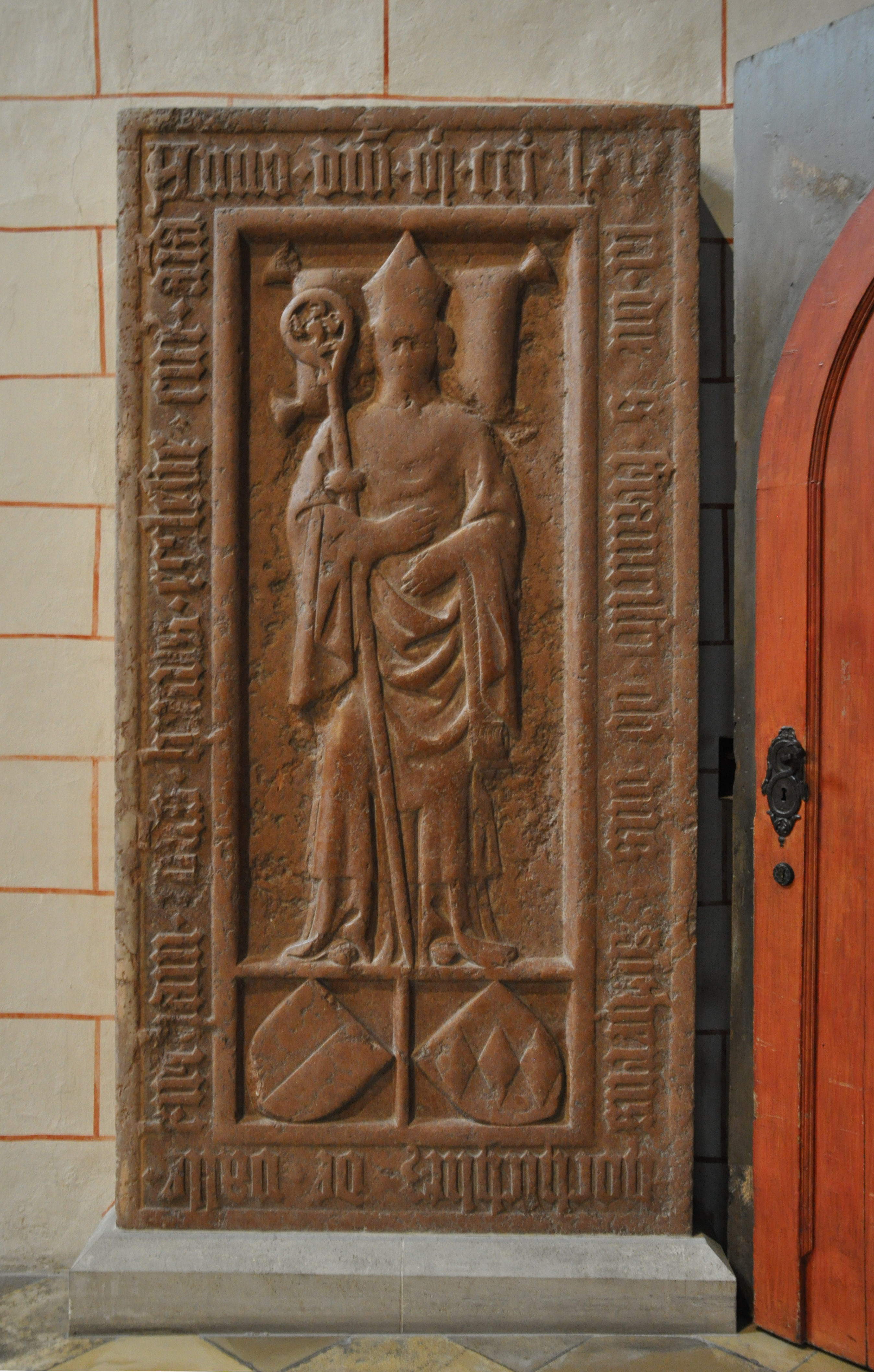
Bischofsgrabmal im Dom zu Augsburg

Walter II. von Hochschlitz (* um 1320; † 4. Oktober 1369 in Mindelheim) war von 1357 bis 1362 und nochmals von 1368 bis 1369 Reichsvikar in Pisa und Lucca, Rat Karls IV. sowie Bischof von Augsburg in den Jahren 1365 bis 1369.

## Leben

### Abstammung aus der Familie Hochschlitz von Hausen
Walter stammte aus der in Pfauhausen ansässigen schwäbischen Adelsfamilie der Hochschlitz von Pfauhausen. Er war der Sohn des Edelknechts Fritz Hochschlitz von Hausen mit seiner ersten Frau Agnes von Randeck.

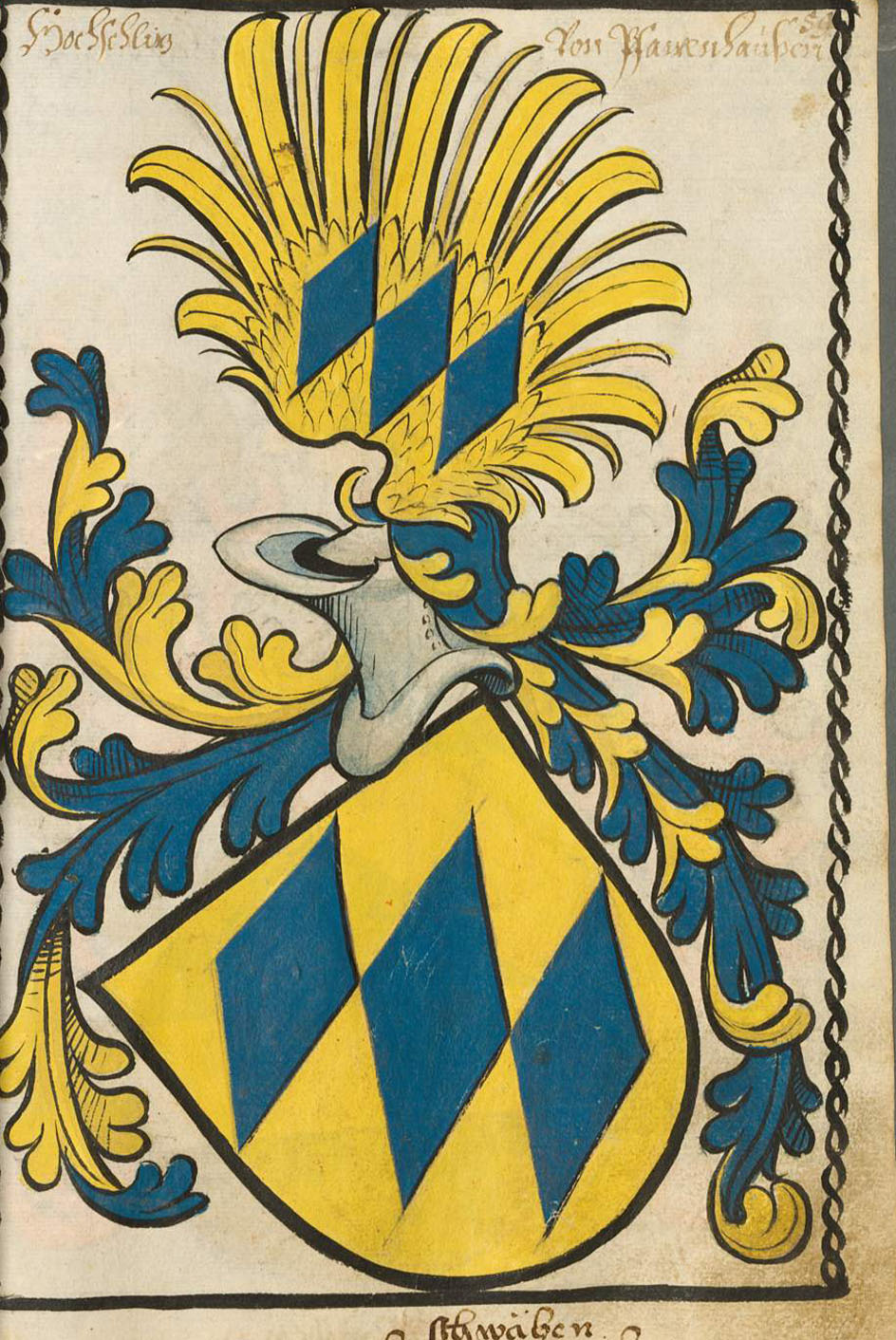
Wappen der Hochschlitz von Pfauhausen nach Scheibler

### Ausbildung sowie kirchliche und weltliche Laufbahn

#### Studium in Bologna
Wie sein Onkel mütterlicherseits Marquard I. von Randeck hatte er von 1340 bis 1343 in Bologna Kirchenrecht studiert und erwarb die akademische Würde eines "baccalaureus in decretis". Nach seiner Rückkehr aus Italien begleitete er seinen Onkel mindestens einmal an die Kurie nach Avignon. Bei dieser Gelegenheit verlieh im Papst Clemens VI. am 31. August 1343 ein Kanonikat an der Domkirche zu Augsburg.

#### Im Dienste Konrads IV. von Teck
Im Gefolge Herzog Konrads IV. von Teck, der von Ludwig dem Brandenburger zum Viztum von Tirol ernannt worden war, ist Walter während der 15-jährigen Sedisvakanz des Bistums Trient dort von 1349 bis 1353 gemeinsam mit dem Konrad IV. als 'Capitanus' bezeugt, und um 1353 finden wir ihn noch als Pfleger im Dienste seines Herzogs auf Schloss Rodenegg.

#### Erster Italienzug Karls IV. und Statthalter in Pisa
Gemeinsam mit seinem Onkel Marquard nahm er im Rahmen des ersten Italienzugs Karls IV. von 1354 bis 1356 an den Kämpfen mit den Visconti teil und war ab 1357 bis zum Oktober 1362 kaiserlicher Statthalter in Pisa. 1355 heiratete er in Lucca Lorenza Alder, die Tochter des Pisaner Bannerherrn Ritter Heinrich Alder. Allerdings übte er dieses Amt nicht ununterbrochen vor Ort aus. So stiftete er am 12. März 1360 für seinen Onkel und sich einen Jahrtag ihres Ablebens in der Pfarrkirche von Kaufbeuren, deren Patronatsrecht er zuvor im Jahre 1357 überschrieben bekommen hatte.

### Bischof von Augsburg

#### Ernennung in Avignon 1365
Am 23. November 1365 wurde er im Palast von Avignon von Papst Urban V. zum Nachfolger seines Onkels auf dem Stuhle des Hl. Ulrich ernannt. Die Regalien erhielt er aus der Hand Kaiser Karls IV am 19. August 1366 in Iphofen.

#### Zweiter Italienzug Karls IV. und Reichsvikar für Pisa und Lucca
Beim zweiten Italienzug Karls IV. in den Jahren 1368/69 zählten Walter und Marquard von Randeck wiederum zum kaiserlichen Gefolge und wurden nochmals als Reichsvikare und Statthalter für Pisa und Lucca eingesetzt. Zeichnerische Darstellungen hierzu finden sich in der Chronik Cronache delle cose di Lucca von Giovanni Sercambi, die im Staatsarchiv von Lucca aufbewahrt wird. Ein Szene zeigt Walter zusammen mit seinem Onkel Marquard beim Einzug in Pisa im September 1368.

### Der Streit um Mindelheim und Tod 1369

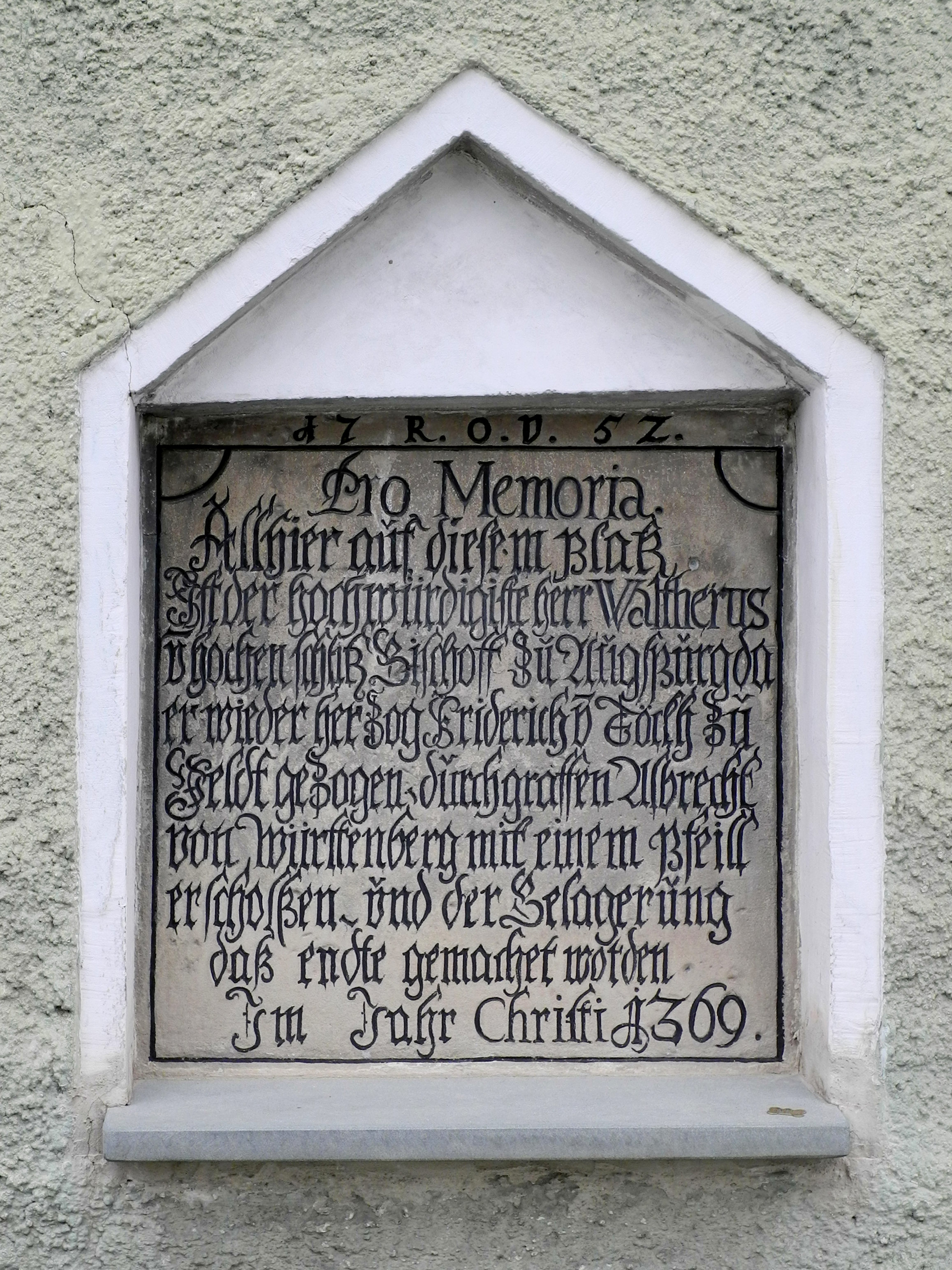
Gedenktafel an den Tod Walters von Hochschlitz in Mindelheim

Bei seiner Ernennung zum Bischof von Augsburg in Avignon verzichtete Walter zugunsten des Hochstifts Augsburgs auf seine Besitzansprüche an der Mindelburg, Mindelberg und der Stadt Mindelheim. Diese hatte er mit seinem in Italien und der Lombardei erworbenem Vermögen im Jahre 1363 gemeinsam mit seinem Onkel Heinrich von Hochschlitz gekauft. 1365 verkauften diese die Besitztümer und übergaben sie während des Verkaufs an Herzog Friedrich von Teck zur zinsfreien Verwaltung. Dieser verweigerte daraufhin die Herausgabe der Besitztümer, sodass Walter II. von Hochschlitz nach seiner Rückkehr aus Italien diese mit Waffengewalt einforderte. Während der Belagerung traf Eberhard I. Graf von Werdenberg-Trochtelfingen den Bischof am 4. Oktober 1369 mit einem Pfeil, woraufhin dieser starb. Die Gedenktafel am ehemaligen Torwächterhaus beim Unteren Tor in Mindelheim erinnert daran, gibt allerdings den Namen des Schützen nicht korrekt an.

## Grabmal im Augsburger Dom
Beigesetzt wurde er in der Agneskapelle (heute Liebfrauenkapelle) des Augsburger Domes, in der die Randeck und Hochschlitz ihr Familienbegräbnis hatten. Seine erhaltene Grabplatte aus Rotmarmor befindet sich heute im nördlichen Querschiff. Unter dem Bildnis Walters im Bischofsornat mit beigegebenem Pedum ist links das Wappen des Bistums Augsburg, rechts das Familienwappen der Hochschlitz von Pfauhausen dargestellt. Die Umschrift in ausgegründeten Minuskeln weist auf seine Herkunft "de valle kirchain" hin, also aus dem Kirchheimer Tal, einem Teil der teckischen Herrschaft, in dem die Stammburg der Hochschlitz stand.